# Colonia Padre Hidalgo
Colonia Padre Hidalgo es una localidad del estado mexicano de Guanajuato. Es parte del municipio de Dolores Hidalgo.

## Toponimia
El nombre de la localidad rinde homenaje a Miguel Hidalgo, héroe de la Independencia de México y considerado Padre de la patria.

## Demografía
| Censo | Población |
| ----- | --------- |
| 2000  | 298       |
| 2010  | 1 118     |
| 2020  | 1 578     |